# FC Ajax Lasnamäe
Der FC Ajax Lasnamäe ist ein estnischer Fußballverein aus der Landeshauptstadt Tallinn. Lasnamäe ist ein Stadtteil im Nordosten von Tallinn.

## Geschichte
Der Verein wurde 1993 gegründet und spielte anfangs nur unterklassig. 2002 gelang ohne Punktverlust der Aufstieg in die zweite estnische Liga, die Esiliiga. In der folgenden Saison, an deren Ende der Klub als Aufsteiger Tabellenvierter wurde, nahm der Verein den Hauptsponsor in den Namen auf und benannte sich in FC Ajax Estel Tallinn um. 
Nach einem sechsten Platz 2004, erreichte der zur Saison 2005 wieder in seinen ursprünglichen Namen zurückgetaufte Verein als Tabellendritter – der Tabellenzweite war die zweite Mannschaft von Levadia Tallinn, die nicht aufsteigen darf – die Relegationsspiele. Dort wurde im Hinspiel auf heimischem Platz der FC Kuressaare mit 1:0 geschlagen. Da man das Rückspiel mit 1:2 verlor, gelang wegen des geschossenen Auswärtstores der erstmalige Aufstieg in die Meistriliiga. 
In der ersten Saison im estnischen Oberhaus schaffte Ajax als Tabellenachter mit fünf Punkten Vorsprung auf die auf dem Relegationsplatz stehenden JK Tulevik Viljandi den Klassenerhalt.
In der Saison 2007 musste der Club wieder in die zweite Liga absteigen, nachdem er in 36 Spielen nur fünf Punkte und ein Torverhältnis von 14:153 holte. Nach der Rückkehr in die erste Liga 2010 folgte in der Saison 2011 erneut der direkte Wiederabstieg, diesmal mit einer Bilanz von vier Punkten und 11:192 Toren.

## Stadion
Ajax trägt seine Heimspiele im FC Ajaxi Staadion aus. Das Stadion hat in dem Sinn keine Plätze, von ein paar Klappstühlen abgesehen.